# Гитинов, Шамиль Идрисович
 Шамиль Идрисович Гитинов (4 июля 1979; Тлондода, Дагестанская АССР, РСФСР, СССР) — российский и армянский борец вольного стиля, двукратный призер чемпионатов Европы.

## Биография
Родился в селе Тлондода. Чемпион Вооруженных сил РФ. Занимался под руководством своего отца Идриса Гитинова. Сменил гражданство на армянское, дважды становился призёром чемпионатов Европы.

## Спортивные результаты
- Чемпионат России по вольной борьбе 2005 — ;
- Чемпионат Европы по борьбе 2006 — ;
- Чемпионат мира по борьбе 2006 — 15;
- Чемпионат Европы по борьбе 2007 — ;

## Личная жизнь
Отец: Идрис Гитинов — первый тренер. Старший брат — Арсен, также борец, серебряный призёр Олимпийских игр 2000 года. Троюродный брат — Тагир Хайбулаев, Олимпийский чемпион по дзюдо. 